# Réserve naturelle Viidumäe
La réserve naturelle Viidumäe (en estonien : Viidumäe looduskaitseala) est une réserve naturelle située sur l'île de Saaremaa dans le comté de Saare dans l'ouest de l'Estonie. 
Elle est reconnue pour sa grande biodiversité. 

## Biodiversité
La flore se compose essentiellement de forêts de pins et de chênes et le sol par un système de prairie, de tourbières et de prairies boisées. D'autres espèces remarquables de végétaux pouvant être trouvés dans la réserve incluent le céphalanthère rouge, l'épipactis des marais et Sorbus rupicola.
En ce qui concerne la faune, la réserve naturelle abrite le Rhinanthus osiliensis, une espèce de râle endémique aux îles de Saaremaa et de Gotland de la mer Baltique mais aussi des pics noirs, des chevêchettes d'Europe, des cigognes noires, des pygargues à queue blanche, des wapitis et des sangliers.  
Les installations pour les visiteurs comprennent des tours d'observation, des sentiers pédestres avec panneaux d'information et un centre pour les visiteurs.